# Ausztrália az 1992. évi téli olimpiai játékokon
Ausztrália a franciaországi Albertville-ben megrendezett 1992. évi téli olimpiai játékok egyik részt vevő nemzete volt. Az országot az olimpián 9 sportágban 24 sportoló képviselte, akik érmet nem szereztek.

## Alpesisí
Férfi
| Versenyző  | Versenyszám            | Eredmény | Helyezés |
| ---------- | ---------------------- | -------- | -------- |
| Steven Lee | Lesiklás               | 1:58,55  | 36.      |
| Steven Lee | Szuperóriás-műlesiklás | 1:16,58  | 30.      |

| Versenyző  | Versenyszám | Lesiklás | Lesiklás | Lesiklás | Műlesiklás | Műlesiklás | Műlesiklás | Műlesiklás | Műlesiklás | Műlesiklás | Műlesiklás | Összesítés | Összesítés |
| Versenyző  | Versenyszám | Lesiklás | Lesiklás | Lesiklás | 1. futam   | 1. futam   | 2. futam   | 2. futam   | Össz.      | Össz.      | Össz.      | Összesítés | Összesítés |
| Versenyző  | Versenyszám | Idő      | Pont     | Hely.    | Idő        | Hely.      | Idő        | Hely.      | Idő        | Pont       | Hely.      | Pont       | Helyezés   |
| ---------- | ----------- | -------- | -------- | -------- | ---------- | ---------- | ---------- | ---------- | ---------- | ---------- | ---------- | ---------- | ---------- |
| Steven Lee | Összetett   | 1:46,64  | 17,02    | 14.      | 55,76      | 24.        | 57,34      | 22.        | 1:53,10    | 68,03      | 22.        | 85,05      | 19.        |

Női
| Versenyző     | Versenyszám      | 1. futam      | 1. futam      | 2. futam | 2. futam | Összesítés | Összesítés |
| Versenyző     | Versenyszám      | Idő           | Hely.         | Idő      | Hely.    | Idő        | Helyezés   |
| ------------- | ---------------- | ------------- | ------------- | -------- | -------- | ---------- | ---------- |
| Zali Steggall | Műlesiklás       | nem ért célba | nem ért célba | kiesett  | kiesett  | kiesett    | kiesett    |
| Zali Steggall | Óriás-műlesiklás | 1:10,54       | 30.           | 1:11,66  | 49.*     | 2:22,20    | 23.        |

| Versenyző     | Versenyszám | Lesiklás | Lesiklás | Lesiklás | Műlesiklás    | Műlesiklás    | Műlesiklás | Műlesiklás | Műlesiklás | Műlesiklás | Műlesiklás | Összesítés | Összesítés |
| Versenyző     | Versenyszám | Lesiklás | Lesiklás | Lesiklás | 1. futam      | 1. futam      | 2. futam   | 2. futam   | Össz.      | Össz.      | Össz.      | Összesítés | Összesítés |
| Versenyző     | Versenyszám | Idő      | Pont     | Hely.    | Idő           | Hely.         | Idő        | Hely.      | Idő        | Pont       | Hely.      | Pont       | Helyezés   |
| ------------- | ----------- | -------- | -------- | -------- | ------------- | ------------- | ---------- | ---------- | ---------- | ---------- | ---------- | ---------- | ---------- |
| Zali Steggall | Összetett   | 1:31,30  | 68,06    | 29.      | nem ért célba | nem ért célba | kiesett    | kiesett    | kiesett    | kiesett    | kiesett    | kiesett    | kiesett    |

* - egy másik versenyzővel azonos eredményt ért el

## Biatlon
Női
| Versenyző          | Versenyszám   | Lövőhiba | Időeredmény | Helyezés |
| ------------------ | ------------- | -------- | ----------- | -------- |
| Sandra Paintin     | 7,5 km sprint | 2        | 28:50,0     | 54.      |
| Sandra Paintin     | 15 km egyéni  | 3        | 58:55,3     | 40.      |
| Kerryn Pethybridge | 7,5 km sprint | 2        | 27:58,7     | 39.      |
| Kerryn Pethybridge | 15 km egyéni  | 2        | 57:49,7     | 32.      |

## Bob
| Versenyző                   | Versenyszám | 1. futam | 1. futam | 2. futam | 2. futam | 3. futam | 3. futam | 4. futam | 4. futam | Összesítés | Összesítés |
| Versenyző                   | Versenyszám | Idő      | Hely.    | Idő      | Hely.    | Idő      | Hely.    | Idő      | Hely.    | Idő        | Helyezés   |
| --------------------------- | ----------- | -------- | -------- | -------- | -------- | -------- | -------- | -------- | -------- | ---------- | ---------- |
| Glenn Turner Paul Narracott | Kettes      | 1:02,17  | 28.      | 1:02,61  | 31.      | 1:02,81  | 31.      | 1:02,66  | 29.      | 4:10,25    | 30.        |

## Gyorskorcsolya
Férfi
| Versenyző          | Versenyszám | Eredmény  | Helyezés  |
| ------------------ | ----------- | --------- | --------- |
| Danny Kah          | 1000 m      | 1:17,96   | 34.*      |
| Danny Kah          | 1500 m      | 1:59,33   | 23.       |
| Danny Kah          | 5000 m      | 7:22,86   | 20.       |
| Danny Kah          | 10 000 m    | 14:42,32  | 12.       |
| Phillip Tahmindjis | 1000 m      | 1:18,77   | 38.       |
| Phillip Tahmindjis | 1500 m      | 2:02,08   | 38.       |
| Phillip Tahmindjis | 5000 m      | 7:26,56   | 25.       |
| Phillip Tahmindjis | 10 000 m    | kizárták~ | kizárták~ |

* - egy másik versenyzővel azonos eredményt ért el

~ - a futam során elesett

## Műkorcsolya
| Versenyző                          | Versenyszám  | Rövid program     | Rövid program | Rövid program | Kűr               | Kűr   | Kűr         | Összesítés         | Összesítés |
| Versenyző                          | Versenyszám  | Több. hely. száma | Hely.         | Hely. pont.   | Több. hely. száma | Hely. | Hely. pont. | Helyezési pontszám | Helyezés   |
| ---------------------------------- | ------------ | ----------------- | ------------- | ------------- | ----------------- | ----- | ----------- | ------------------ | ---------- |
| Cameron Medhurst                   | Férfi egyéni | 6×17+             | 16.           | 8,0           | 5×16+             | 16.   | 16,0        | 24,0               | 16.        |
| Danielle Carr-McGrath Stephen Carr | Páros        | 9×13+             | 13.           | 6,5           | 7×13+             | 13.   | 13,0        | 19,5               | 13.        |

## Rövidpályás gyorskorcsolya
Férfi
| Versenyző                                              | Versenyszám  | Előfutam | Előfutam | Negyeddöntő | Negyeddöntő | Elődöntő | Elődöntő | B döntő | B döntő | Döntő   | Döntő   | Helyezés |
| Versenyző                                              | Versenyszám  | Idő      | Hely.    | Idő         | Hely.       | Idő      | Hely.    | Idő     | Hely.   | Idő     | Hely.   | Helyezés |
| ------------------------------------------------------ | ------------ | -------- | -------- | ----------- | ----------- | -------- | -------- | ------- | ------- | ------- | ------- | -------- |
| Andrew Murtha                                          | 1000 m       | 1:34,71  | 3.       | kiesett     | kiesett     | kiesett  | kiesett  | kiesett | kiesett | kiesett | kiesett | 19.      |
| Richard Nizielski                                      | 1000 m       | 1:38,80  | 3.       | kiesett     | kiesett     | kiesett  | kiesett  | kiesett | kiesett | kiesett | kiesett | 21.      |
| Kieran Hansen John Kah Andrew Murtha Richard Nizielski | 5000 m váltó |          |          | 7:15,10     | 2.          | 7:32,57  | 4.       | 7:32,57 | 3.      |         |         | 7.       |

Női
| Versenyző         | Versenyszám | Előfutam | Előfutam | Negyeddöntő | Negyeddöntő | Elődöntő | Elődöntő | B döntő | B döntő | Döntő   | Döntő   | Helyezés |
| Versenyző         | Versenyszám | Idő      | Hely.    | Idő         | Hely.       | Idő      | Hely.    | Idő     | Hely.   | Idő     | Hely.   | Helyezés |
| ----------------- | ----------- | -------- | -------- | ----------- | ----------- | -------- | -------- | ------- | ------- | ------- | ------- | -------- |
| Felicity Campbell | 500 m       | 50,11    | 3.       | kiesett     | kiesett     | kiesett  | kiesett  | kiesett | kiesett | kiesett | kiesett | 20.      |
| Karen Gardiner    | 500 m       | kizárták | kizárták | kiesett     | kiesett     | kiesett  | kiesett  | kiesett | kiesett | kiesett | kiesett | kiesett  |

## Síakrobatika
Mogul
| Versenyző    | Versenyszám | Selejtező | Selejtező | Döntő | Döntő    |
| Versenyző    | Versenyszám | Pont      | Helyezés  | Pont  | Helyezés |
| ------------ | ----------- | --------- | --------- | ----- | -------- |
| Nick Cleaver | Férfi       | 23,25     | 9.        | 22,04 | 11.      |
| Adrian Costa | Férfi       | 22,39     | 15.       | 21,18 | 14.      |

## Sífutás
Férfi
| Versenyző     | Versenyszám         | Eredmény  | Helyezés |
| ------------- | ------------------- | --------- | -------- |
| Anthony Evans | 10 km               | 30:54,2   | 37.      |
| Anthony Evans | 15 km üldözőverseny | 43:29,2   | 39.      |
| Anthony Evans | 30 km               | 1:32:29,9 | 54.      |
| Anthony Evans | 50 km               | 2:15:46,9 | 34.      |
| Paul Gray     | 10 km               | 33:12,2   | 73.      |
| Paul Gray     | 15 km üldözőverseny | 47:08,9   | 65.      |
| Paul Gray     | 50 km               | 2:25:29,0 | 55.      |

## Szánkó
| Versenyző  | Versenyszám | 1. futam | 1. futam | 2. futam | 2. futam | 3. futam | 3. futam | 4. futam | 4. futam | Összesítés | Összesítés |
| Versenyző  | Versenyszám | Idő      | Hely.    | Idő      | Hely.    | Idő      | Hely.    | Idő      | Hely.    | Idő        | Helyezés   |
| ---------- | ----------- | -------- | -------- | -------- | -------- | -------- | -------- | -------- | -------- | ---------- | ---------- |
| Diane Ogle | Női egyes   | 47,573   | 20.      | 47,682   | 21.      | 47,680   | 19.      | 47,530   | 20.      | 3:10,465   | 21.        |